# Andrew und Jakob Miller
Andrew Miller und Jakob Miller (* im September 2003) sind eineiige Zwillinge und US-amerikanische Kinderdarsteller.

## Schauspielkarriere
Die Zwillinge starteten schon früh ihre Karriere. Ihre erste Rolle spielten sie mit drei Jahren in der Pilotfolge von Big Love. Danach folgten weitere Gastauftritte in Serien wie Scrubs – Die Anfänger als Jack Cox, in Grey’s Anatomy als Danny Becker. Danach folgte ein weiterer Auftritt in Super 8 als Kaznyk Twins, doch während die beiden sich in ihrer vorherigen Karriere ihre Rolle teilten spielten sie hier jeder einen der Zwillinge. Ein weiterer Auftritt im neuen Film Confessions of a Womanizer (noch in der Post-Produktion) als junger Ritchie liegt in Aussicht.

## Filmografie
- 2006: Big Love (Fernsehserie, 1 Folge)
- 2006–2009: Scrubs – Die Anfänger (Scrubs, Fernsehserie, 16 Episoden)
- 2009: Grey’s Anatomy (Fernsehserie, 1 Folge)
- 2011: Super 8